# Foreston
Foreston – miasto w Stanach Zjednoczonych, w stanie Minnesota, w hrabstwie Mille Lacs.